# Die Gärtnerin von Versailles
Die Gärtnerin von Versailles (Originaltitel: A Little Chaos) ist ein britischer Historienfilm des Regisseurs Alan Rickman aus dem Jahr 2014.

## Handlung
Monsieur Le Nôtre, Gartenarchitekt am Hof von Ludwig XIV., wählt seine unkonventionelle Kollegin Sabine De Barra aus, um 1682 an den Gärten des neuen Schlosses in Versailles mitzuarbeiten. Die beiden verlieben sich ineinander, wodurch es ihr gelingt, über den Tod ihres Ehemannes und ihrer Tochter hinwegzukommen.

## Produktion
Obwohl der Film in Frankreich spielt, wurde er in England gedreht. Drehbeginn war der 27. März 2013, die Dreharbeiten waren am 8. Juni 2013 abgeschlossen. Drehorte waren neben den Pinewood Studios, Black Park (Waxam, Buckinghamshire), Cliveden House, Blenheim Palace, Waddesdon Manor, Hampton Court Palace, Ham House, Ashridge (Hertfordshire) und in Chenies Manor House (Buckinghamshire).

## Historische Genauigkeit

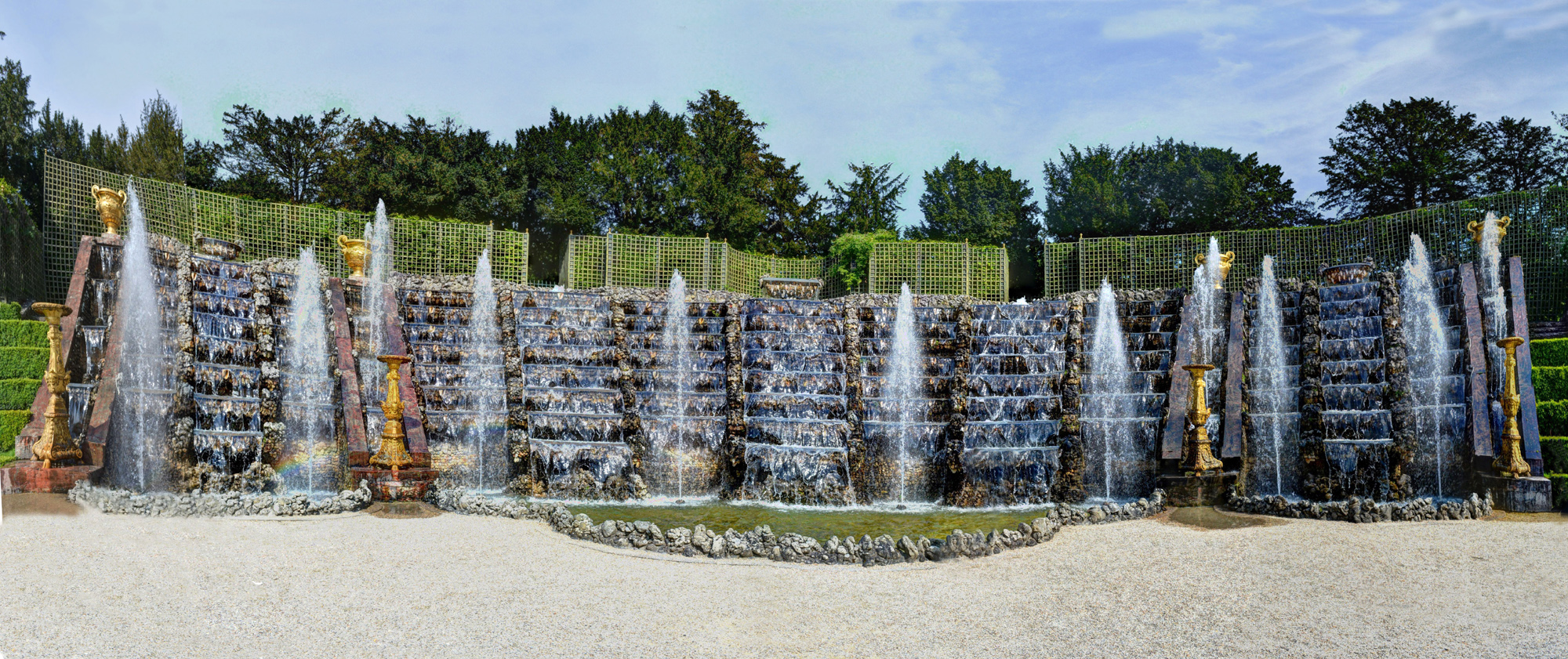
Bosquet des rocailles in Versailles

Einige der Charaktere des Films sind fiktiv, an erster Stelle die Protagonistin Sabine De Barra. Der Film spielt im Jahr 1682, während André Le Nôtre mit seinen Arbeiten 1661 begann. 1682 war Le Nôtre fast siebzig Jahre alt, also doppelt so alt wie Schoenaerts, der ihn im Film verkörpert. Ein Garten, der dem in dem Film sehr ähnlich ist, ist der Bosquet de la Salle du Bal des Schlosses Versailles.

## Veröffentlichung
Die Premiere fand auf dem TIFF 2014 am 13. September 2014 statt.
Am 17. Oktober 2014 wurde er auf dem London Film Festival in einer Gala-Show gezeigt. Premiere in den Vereinigten Staaten war am 25. März 2015 am Sonoma International Film Festival.
In Deutschland kam der Film am 30. April 2015 in die Kinos.

## Kritiken
„Der Film […] zieht sozusagen alle melodramatischen Register, ohne dass man das alles so ernst nehmen muss. Es ist eine Spielerei, trotz seiner melancholischen Grundstimmung ein Filmspaß, der seine Geschlechtergeplänkel standesgemäß auszuspielen versucht.“